# Kolarska Odznaka Pielgrzymia
Kolarska Odznaka Pielgrzymia (KOP) – została ustanowiona przez Komisję Turystyki Kolarskiej Zarządu Głównego PTTK w porozumieniu z podkomisją Episkopatu Polski ds. Kultury Zdrowotnej i Sportu w 1991 roku.
Ma na celu popularyzację obiektów kultu religii chrześcijańskiej na ziemiach polskich, a także poza granicami kraju. 
Zdobywając punkty do odznaki, uczestnicy poznają kościoły, klasztory, kaplice itp.

## Stopnie odznaki
- Popularny
- Brązowy
- Srebrny
- Złoty
- Duże srebro
- Duże złoto
- Wielka KOP
- Chrześcijański pielgrzym świata

Idea tej odznaki  łączy rowerową turystykę kwalifikowaną z ideą chrześcijaństwa. Promuje krajoznawstwo w dziedzinie kultu religijnego, a ponadto rozwija ekumenizm, ponieważ łączy poznawanie wszystkich obrządków chrześcijańskich.